# Nora, Italija
Nora (starogrško Νῶρα) (Nuras v srednjeveškem sardinskem jeziku) je starodavno predrimsko in rimsko mesto na polotoku blizu Pule, blizu Cagliarija na Sardiniji.

## Zgodovina
V svojem Opisu Grčije Pavzanij, grško-rimski geograf iz 2. stoletja, pripoveduje mitološki temelj mesta: »Po Aristeju so Iberci prešli na Sardinijo pod vodstvom Noraxa kot vodje ekspedicije in ustanovili mesto Nora. Tradicija pravi, da je bilo to prvo mesto na otoku in pravijo, da je bil Norax sin Erytheia, Gerionove hčere, s Hermesom za svojega očeta«. Gaj Julij Solin je zapisal, da je bilo po Noraxu imenovano Nora.
Na začetku je območje zasedla vas avtohtonih Sardincev, a je kmalu postalo trgovsko središče in nato feničansko mesto. Še posebej po osvojitvi Kartagine je Nora doživela razcvet, saj je bila (skupaj z Bithio pri Chii) prva etapa na pomorski poti od Kartagine do Sardinije in njenega najpomembnejšega mesta Cagliarija. Kamen iz Nore, feničanski napis, najden v Nori leta 1773, je bil s paleografskimi metodami datiran v čas med poznim 9. stoletjem in zgodnjim 8. stoletjem pr. n. št. in je bil interpretiran kot nanašajoč se na feničansko vojaško zmago in osvojitev območja.
Po obdobju dominacije Kartagine je mesto po osvojitvi Sardinije leta 238 pr. n. št. prešlo pod rimski nadzor. Mesto je omenjeno v Tabula Peutingeriana, itinerariju iz rimskega obdobja. Propadla je od sredine 5. stoletja po vandalski osvojitvi Sardinije. Otok so leta 535 zavzeli Vzhodni Rimljani, ki so mu vladali 300 let. Po ravenski kozmografiji je po arabski osvojitvi Kartagine leta 698 mesto izgubilo gospodarsko funkcijo in postalo preprosta utrdba (Nora praesidium). Zdi se, da je bila Nora zapuščena v 8. stoletju.
Njegov toponim pa je ostal v imenu curadoria (glavne upravne enote) Judicatus of Caralis na začetku 2. tisočletja.

## Arheologija
Ker južni del Sardinije tone v Sredozemsko morje, je velik del nekdanjega mesta zdaj pod vodo. Podobna usoda je doletela bližnjo Bithio, ki je zdaj popolnoma potopljena.
Nora je bila v svojem času pomembno trgovsko mesto z dvema zaščitenima pristaniščema, po enim na vsaki strani polotoka. V izkopanih stavbah je opaziti več različnih slogov gradnje.
Starodavne ruševine Nore vključujejo muzej na prostem in ostanke gledališča, ki se poleti občasno uporablja za koncerte.
Precejšen del mesta, ki leži na zemljišču italijanske vojske, ni bil izkopan.
- Pogled na Noro
- Rimsko gledališče
- Talni mozaik
- Ruševine